# Il Borsacchiotto
Il Borsacchiotto era un programma televisivo italiano, trasmesso per 10 puntate il lunedì sera su Rete 2 dal 23 maggio al 1 agosto 1977. Era un quiz condotto da Carlo Croccolo, che cantava anche la sigla ("O la borsa o la vita"), con il supporto della "Ragioniera" Loredana Piazza. 

## Il programma
Il meccanismo del gioco era ispirato a quello della borsa valori (da cui il neologismo "borsacchiotto", fusione di borsa e orsacchiotto). Ogni settimana quattro concorrenti dovevano scegliere dei "pacchetti azionari" abbinati a personaggi famosi dello sport, della politica, della cultura o del cinema. 
A inizio gioco i concorrenti ottenevano quindici azioni a testa, intestate ai diversi personaggi. Le azioni potevano poi essere puntate nei diversi giochi e raddoppiate (in caso di vincita) o perse. Il vincitore del gioco doveva poi indicare al pubblico una specifica qualità fisica o caratteriale in base alla quale il pubblico avrebbe dovuto dare un valore alle diverse azioni dei personaggi  È evidente che il vincitore doveva scegliere una caratteristica in cui il suo personaggio fosse molto forte, in modo da guadagnare rispetto agli altri; questo meccanismo era anche la chiave comica del programma, visto che in certi casi il pubblico si trovava a a valutare caratteristiche inconsuete, come le gambe di Andreotti.
Fra i giochi a cui dovevano partecipare i concorrenti c'era Passaparola, in cui si dovevano indovinare tre parole mediante associazione di idee, I mistificatori in cui bisognava individuare quale fra tre persone che dichiaravano di chiamarsi allo stesso modo e di esercitare la medesima professione fosse quella autentica. 
Come nella realtà, le azioni potevano cambiare di valore (boom o crack) in base a determinate notizie lette dal conduttore. Al termine dei giochi veniva dichiarato vincitore il giocatore che aveva accumulato il maggior valore in azioni.